# 1990 au Manitoba
Chronologie du Manitoba
- 1986
- 1987
- 1988
- 1989
- 1990
- 1991
- 1992
- 1993
- 1994

Cette page concerne des événements d'actualité qui se sont produits durant l'année 1990 dans la province canadienne du Manitoba.

## Politique
- Premier ministre : Gary Filmon
- Chef de l'Opposition :
- Lieutenant-gouverneur : George Johnson
- Législature :

## Événements
- 12 juin : la tentative de Gary Filmon de faire ratifier l'accord est bloqué par le député autochtone Elijah Harper qui déplore que les autochtones du Canada n'aient pas été consultés[1].

- 11 septembre : élection générale au Manitoba - le Parti progressiste-conservateur conserve sa majorité à l'Assemblée législative ; le Nouveau Parti démocratique forme l'opposition officielle.

## Naissances

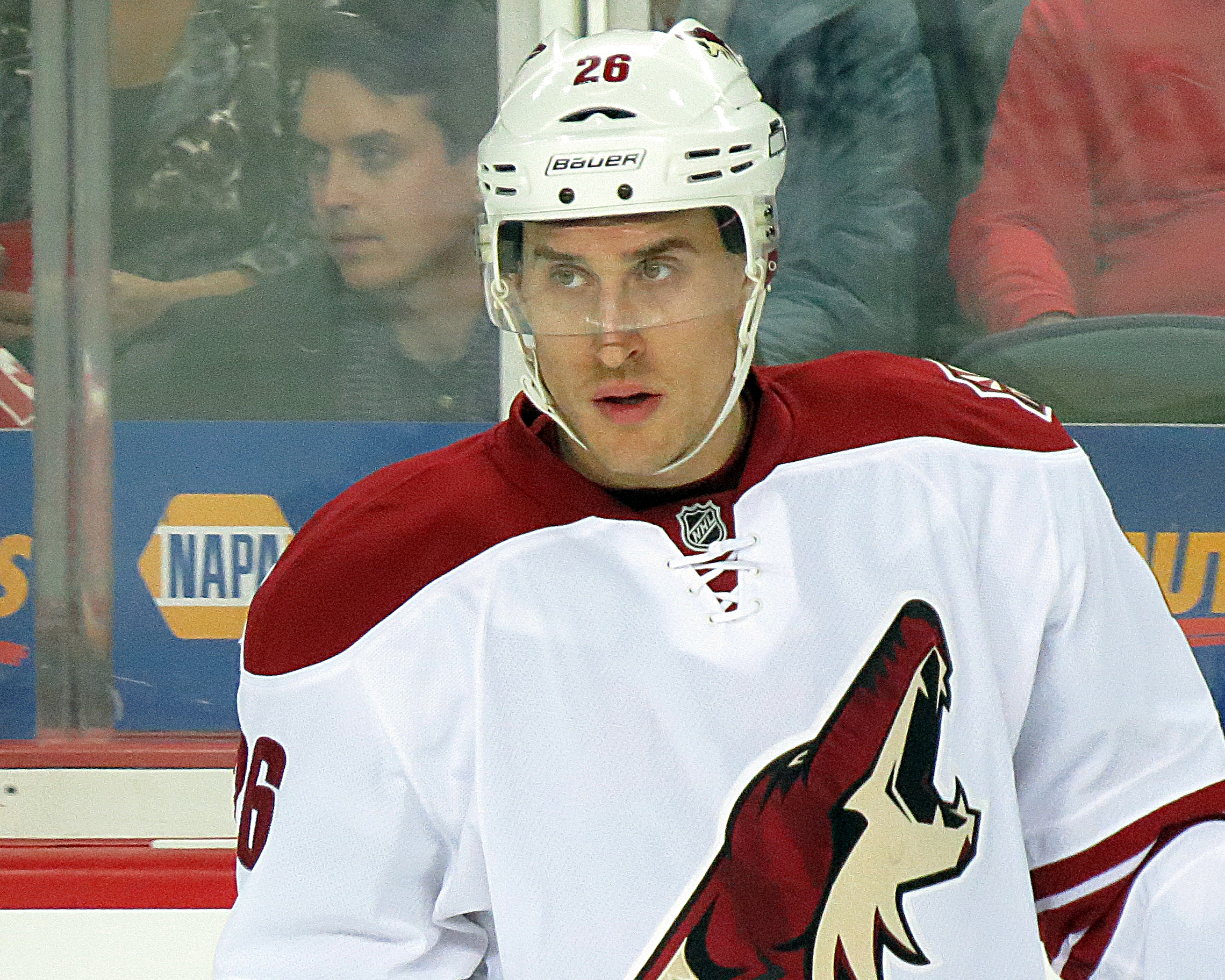
Michael Stone

- 7 juin : Michael Stone (né à Winnipeg) est un joueur de hockey sur glace professionnel canadien.